# Цукурфабрика (остановочный пункт)
Цу́курфабрика (латыш. Cukurfabrika — Сахарная фабрика) — остановочный пункт на электрифицированной линии Рига — Елгава, расположенный в городе Елгава. Открыт в 1928 году рядом с елгавским сахарным заводом, от которого и получил своё наименование. В 2008 году завод прекратил существование, но название остановки сохраняется прежним.
В 2015—2016 годах была проведена модернизация остановочного пункта (замена перронов на средние, высотой 550 мм над головкой рельса, установка информационных табло и видеонаблюдения, постройка нового пассажирского здания).

## Галерея

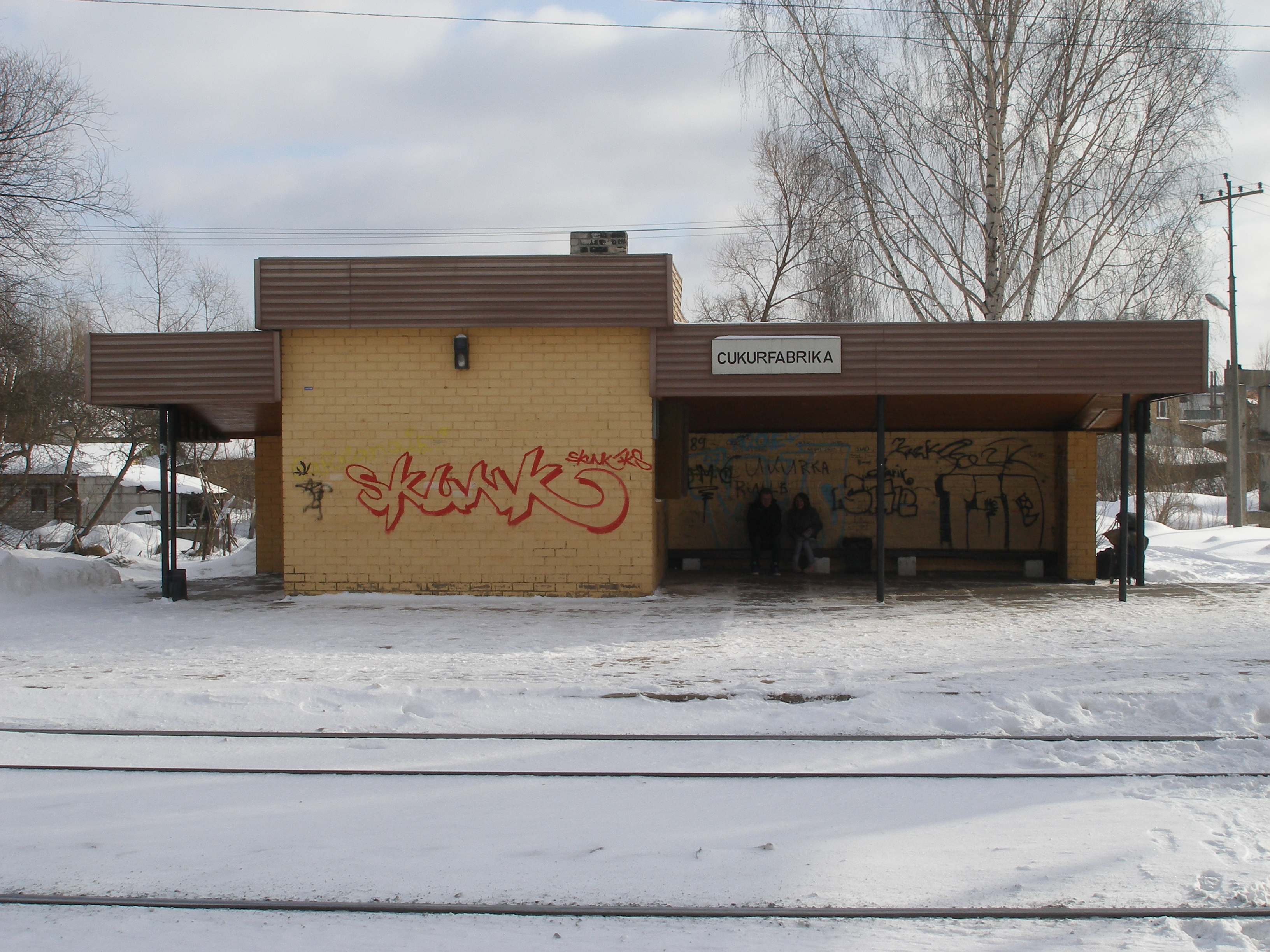
Пассажирское здание, июль 2011 года